# 圣于尔班-马孔库尔
圣于尔班-马孔库尔（法語：Saint-Urbain-Maconcourt，法語發音：[sɛ̃.t‿yʁbɛ̃ makɔ̃kuʁ]）是法国上马恩省的一个市镇，属于圣迪济耶区。该市镇于1972年由原市镇马恩河畔圣于尔班（Saint-Urbain-sur-Marne）和马孔库尔（Maconcourt）合并而成。

## 地理
圣于尔班-马孔库尔（48°24'2"N, 5°10'56"E）面积25.85 平方千米，位于法国大東部大區上马恩省，该省份为法国东北部内陆省份，北起马恩省和默兹省，西接奥布省，西南接科多尔省，东南接上索恩省，东临孚日省。
与圣于尔班-马孔库尔接壤的市镇（或旧市镇、城区）包括：阿农维尔、栋雷米-朗代维尔、栋热、弗龙维尔、茹安维尔、马恩河畔米塞、龙让河畔农库尔、普瓦松、吕村、苏珊库尔、叙沃圣于尔班。
圣于尔班-马孔库尔的时区为UTC+01:00、UTC+02:00（夏令时）。

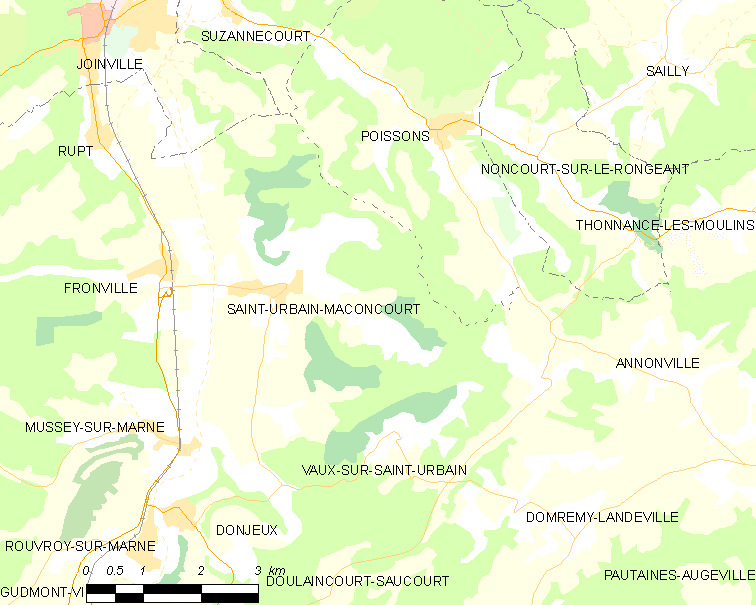
圣于尔班-马孔库尔的OSM定位图

## 行政
圣于尔班-马孔库尔的邮政编码为52300，INSEE市镇编码为52456。

## 政治
圣于尔班-马孔库尔所属的省级选区为茹安维尔县。

## 人口

1962-2008年间圣于尔班-马孔库尔人口变化图示

圣于尔班-马孔库尔于2022年1月1日时的人口数量为605人。